# ExtJS (Javascript)

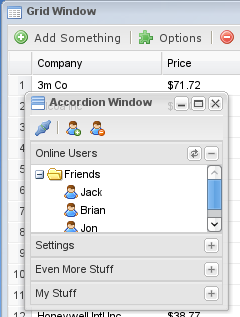
Imagem ilustrativa

Ext JS é uma biblioteca publicada sob licença GPL utilizada para a construção de aplicativos web interativos utilizando AJAX, DHTML e DOM. Este framework utiliza a arquitetura MVC como padrão de desenvolvimento, e oferece aos desenvolvedores diversos componentes de UI comuns às principais aplicações comerciais, como grid's, formulários, botões, combobox, checkbox e outros.

## Características

### Controles GUI
O Ext JS inclui um conjunto de componentes gráficos de interface, para usar em aplicações web:
- campo de texto e memorandos
- campos de data com um pop-up selecionador de data
- campos numéricos
- list box e combo boxes
- controles de radio e checkbox
- editor html
- grides (com os modo de leitura e edição, ordenação de dados, fixar e mover colunas, e uma variedade de outros recursos)
- árvore
- painel de abas
- barra de ferramentas
- menu estilo aplicações desktop
- painel com áreas para permitir que os formulários sejam divididos em várias sub-seções
- gráficos vetoriais

Muitos desses controles podem se comunicar com um servidor web usando Ajax.